# 開心鬼大戰古惑仔
《開心鬼大戰古惑仔》是一部2017年中國犯罪片，柳航執導，2017年9月30日於中國網絡公映 ，但並不是來自漫畫《古惑仔》改編的作品；也沒有被原著作者牛佬官方授權，牛佬表示會保留一切法律追討之權利。

## 故事大綱
蕉皮離開了老大陳浩南，跟好兄弟趙子雄一起拼搏上位，兩位為社團紅人，但這時，社團老大余老大居然被暗殺，還好只是受了傷，並沒大礙，社團內的成員阿鬼及黑牛互相猜忌爭奪權位。趙子雄自從上了位后便開始不擇手段，還想把蕉皮殺掉，蕉皮得知后和趙子雄攤牌，但趙子雄不顧一切把蕉皮殺害，等其的妻子趕到已太遲了。蕉皮的冤魂在開心鬼的幫助下，上了一個女子的身，並改名為吳宇森，蕉皮用了那個女子肉身和妻子相認后，決定向趙子雄復仇...

## 演員
| 演員             | 角色   | 暱稱／關係 |
| 柳航             | 開心鬼 | 鬼魂 幫助蕉皮附上了一個女子的身替他報仇                                                                          |
| 朱永棠（附身前） | 焦 皮  | 焦皮哥 社團社金牌打仔 離開陳浩南后跟好兄弟趙子雄一起拼搏上位 被趙子雄殺害                                        |
| 吳業晗（附身后） | 焦 皮  | 被開心鬼幫助附上了一個女子的身，並改名為吳宇森                                                                   |
| 徐少強（變身前） | 余老大 | 軍盾集團董事長 假扮被暗殺，令社團發生互相猜忌爭奪權位 被化為鬼魂的焦皮發現后變身打算殺死其未遂，最后被開心鬼殺害 |
| 張葛（變身后）   | 余老大 | 軍盾集團董事長 假扮被暗殺，令社團發生互相猜忌爭奪權位 被化為鬼魂的焦皮發現后變身打算殺死其未遂，最后被開心鬼殺害 |
| 常冶寧           | 趙子雄 | 社團紅人 跟好兄弟焦皮一起拼搏上位，后反目並殺害其 最后向焦皮道歉幫助其時被余老大指示的小鬼殺害                   |
| 尹揚明           | 黑牛   | 社團成員 和阿鬼不和 趙子雄之手下                                                                                 |
| 黃一飛           | 肥標   | 社團成員 余老大之手下                                                                                            |
| 駱應鈞           | 阿鬼   | 社團成員 和黑牛不和                                                                                              |
| 早晨             | 小鬼   | 余老大的幫手 |
| 姚振宇           | 劉欣欣 | 焦皮妻子 |

## 外部連結
- 豆瓣电影上《開心鬼大戰古惑仔》的資料 （简体中文）